# Trichopyrrhosia uruhuasi
Trichopyrrhosia uruhuasi là một loài ruồi trong họ Tachinidae.